# ماريون (داكوتا الجنوبية)
ماريون (بالإنجليزية: Marion, South Dakota)‏ هي مدينة تقع في الولايات المتحدة في مقاطعة تيرنر. يقدر عدد سكانها بـ 784 نسمة ومساحتها 2.25 كم2 وترتفع عن سطح البحر 442 متر.

## التركيبة السكانية
قام مكتب تعداد الولايات المتحدة بتحديد بيانات التركيبة السكانية لماريون في تعداد الولايات المتحدة. في ما يلي، التركيبة السكانية حسب تعدادي 2000 و2010.

### تعداد عام 2000
بلغ عدد سكان ماريون 892 نسمة بحسب تعداد عام 2000، وبلغ عدد الأسر 350 أسرة وعدد العائلات 232 عائلة مقيمة في المدينة. في حين سجلت الكثافة السكانية 1,026.9 نسمة لكل ميل مربع (396.5/كم2). وبلغ عدد الوحدات السكنية 377 وحدة بمتوسط كثافة قدره 434.0 نسمة لكل ميل مربع (167.6/كم2).
وتوزع التركيب العرقي للمدينة بنسبة 98.99% من البيض و 0.34% من الأمريكيين الأصليين و 0.11% من عرقين مختلطين أو أكثر.
بلغ عدد الأسر 350 أسرة كانت نسبة 30.9% منها لديها أطفال تحت سن الثامنة عشر تعيش معهم، وبلغت نسبة الأزواج القاطنين مع بعضهم البعض 57.7% من أصل المجموع الكلي للأسر، ونسبة 4.9% من الأسر كان لديها معيلات من الإناث دون وجود شريك، وكانت نسبة 33.7% من غير العائلات. تألفت نسبة 32.3% من أصل جميع الأسر من أفراد ونسبة 21.4% كانوا يعيش معهم شخص وحيد يبلغ من العمر 65 عاماً فما فوق. وبلغ متوسط حجم الأسرة المعيشية 3.02، أما متوسط حجم العائلات فبلغ 2.39.
بلغ العمر الوسطي للسكان 44 عاماً. وكانت نسبة 25.1% من القاطنين تحت سن الثامنة عشر، وكانت نسبة 5.4% بين الثامنة عشر والأربعة وعشرون عاماً، ونسبة 20.5% كانت واقعةً في الفئة العمرية ما بين الخامسة والعشرون حتى والأربعة وأربعون عاماً، ونسبة 19.7% كانت ما بين الخامسة والأربعون حتى الرابعة والستون، ونسبة 29.3% كانت ضمن فئة الخامسة والستون عاماً فما فوق. يوجد لكل 100 أنثى 87.4 ذكر، ويوجد لكل 100 أنثى في الثامنة عشر من عمرها فما فوق 81.5 ذكر.
بلغ متوسط دخل الأسرة في المدينة 36,406 دولار، أما متوسط دخل العائلة فبلغ 43,375 دولار. وكان متوسط دخل الذكور 30,417 دولار مقابل 20,341 دولار للإناث. وسجل دخل الفرد الخاص بالمدينة 16,125 دولار. وكانت نسبة 1.3% من العائلات ونسبة 3.8% من السكان تحت خط الفقر، وكان من هؤلاء نسبة 2.3% تحت سن الثامنة عشر ونسبة 8.8% في الخامسة والستين من العمر وما فوق.

### تعداد عام 2010
بلغ عدد سكان ماريون 784 نسمة بحسب تعداد عام 2010، وبلغ عدد الأسر 351 أسرة وعدد العائلات 212 عائلة مقيمة في المدينة. في حين سجلت الكثافة السكانية 901.1 نسمة لكل ميل مربع (347.9/كم2). وبلغ عدد الوحدات السكنية 384 وحدة بمتوسط كثافة قدره 441.4 لكل ميل مربع (170.4/كم2).
وتوزع التركيب العرقي للمدينة بنسبة 97.2% من البيض و 1.1% من الأمريكيين الأصليين و 0.1% من الأمريكيين ذوي الأصول الآسيوية و 0.4% من الأمريكيين الأفارقة و 0.8% من عرقين مختلطين أو أكثر.
بلغ عدد الأسر 351 أسرة كانت نسبة 21.7% منها لديها أطفال تحت سن الثامنة عشر تعيش معهم، وبلغت نسبة الأزواج القاطنين مع بعضهم البعض 51.9% من أصل المجموع الكلي للأسر، ونسبة 6.3% من الأسر كان لديها معيلات من الإناث دون وجود شريك، بينما كانت نسبة 2.3% من الأسر لديها معيلون من الذكور دون وجود شريكة وكانت نسبة 39.6% من غير العائلات. تألفت نسبة 35.6% من أصل جميع الأسر من أفراد ونسبة 24.8% كانوا يعيش معهم شخص وحيد يبلغ من العمر 65 عاماً فما فوق. وبلغ متوسط حجم الأسرة المعيشية 2.67، أما متوسط حجم العائلات فبلغ 2.09.
بلغ العمر الوسطي للسكان 52.3 عاماً. وكانت نسبة 17.6% من القاطنين تحت سن الثامنة عشر، وكانت نسبة 5.3% بين الثامنة عشر والأربعة وعشرون عاماً، ونسبة 16.9% كانت واقعةً في الفئة العمرية ما بين الخامسة والعشرون حتى والأربعة وأربعون عاماً، ونسبة 28.1% كانت ما بين الخامسة والأربعون حتى الرابعة والستون، ونسبة 32% كانت ضمن فئة الخامسة والستون عاماً فما فوق. وتوزع التركيب الجنسي للسكان بنسبة 45.7% ذكور و54.3% إناث.